# Treinchef
Een treinchef of chef trein is in Nederland een persoon die tijdens de treinrit de verantwoordelijkheid draagt over de trein. Dit is over het algemeen de hoofdconducteur (afkorting in vakjargon: hc) die deze trein over de langste afstand begeleidt, of indien meerdere conducteurs dienst hebben op dezelfde trein en over gelijke afstand gelijk diegene van hen met de meeste dienstjaren. 
Bij afwezigheid van een hoofdconducteur wordt ook wel gebruikgemaakt van een vertrekassistent; in dit geval is de machinist (afkorting vakjargon: mcn) de chef van de trein (afkorting vakjargon: ctr, aanspraak "meester").